# Струмяни (Познанський повіт)
Струмяни (пол. Strumiany, нім. Klein Ernsthof) — село в Польщі, у гміні Костшин Познанського повіту Великопольського воєводства.
Населення — 70 осіб (2011).
У 1975-1998 роках село належало до Познанського воєводства.

## Демографія
Демографічна структура станом на 31 березня 2011 року:
|          | Загалом | Допрацездатний вік | Працездатний вік | Постпрацездатний вік |
| -------- | ------- | ------------------ | ---------------- | -------------------- |
| Чоловіки | 31      | 6                  | 23               | 2                    |
| Жінки    | 39      | 10                 | 20               | 9                    |
| Разом    | 70      | 16                 | 43               | 11                   |